# Bayard (häst)

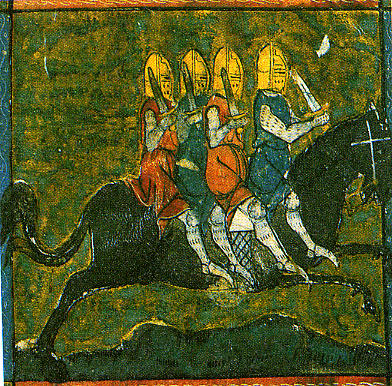
Bayard med Haimonssönerna, miniatyrmålning från 1300-talet

Bayard är en förtrollad häst som förekommer i franska riddarlegender från medeltiden. Hästen förekommer för första gången i Quatre fils Aymon, en chanson de geste från 1100-talet, där den tillhör Renaud de Montauban och spelar en avgörande roll i Renauds försoning med Karl den store. Quatre fils Aymon fick stor spridning under medeltiden med flera efterbildningar och bearbetningar. Renaud och Bayard återanvändes i andra riddarepos, som det italienska Morgante (1483) av Luigi Pulci, under namnen Rinaldo och Baiardo. De förekommer även i renässanseposen Den förälskade Roland och Den rasande Roland.
Bayard kännetecknas av riddarkulturens förhållande till hästen. Han är ett uttryck för det heroiska idealet och utmärks av sin trofasthet, intelligens och höga prestationsförmåga.